# Frans Rhédey
Graaf Frans Rhédey de Kisréde (Nagyvárad, rond 1610 - Huszt, 13 mei 1667) was een Hongaars edelman en vorst van Zevenburgen van 1657 tot 1658.
Hij was lid van de adellijke familie Rhédey en zoon van Ferenc Rhédey (1560–1621), die een schoonzoon was van István III Bethlen en gouverneur van Nagyvárad. Zijn moeder was Katalin Károlyi de Nagykároly (1588–1635), zuster van Zsuzsanna Károlyi, die met de Zevenburgse vorst Gabriël Bethlen getrouwd was.
Op 2 november 1657, nadat George II Rákóczi was afgezet, werd hij vorst van Zevenburgen tot 9 januari 1658, toen George II Rákóczi zich de Transsylvaanse troon kortstondig weer toe-eigende. In 1667 overleed hij in het kasteel van Huszt in het comitaat Máramaros.